# Geoinżynieria (klimat)
Geoinżynieria klimatu – proponowane wielkoskalowe modyfikacje pogody w celu przeciwdziałania niekorzystnym zmianom klimatycznym.
Geoinżynieria klimatu jest terminem obejmującym wiele proponowanych technik modyfikacji klimatu, m.in. poprzez redukcję emisji gazów cieplarnianych (głównie CO2), zmiany odbijalności chmur, zmiany koncentracji aerozoli siarczanowych w stratosferze, zmniejszanie albedo Ziemi, nawożenie oceanu żelazem (zob. ekologia fitoplanktonu). Obecnie myśli się o technikach geoinżynierii klimatu w kontekście globalnego ocieplenia. Klimatolodzy dyskutują podstawy procesów fizycznych i koszty implementacji proponowanych zmian. Zwraca się uwagę na fakt, że żadna z technologii nie jest jeszcze na takim etapie, żeby można ją zastosować na dużą skalę.
Wiele z technik  inżynierii klimatu było już uprzednio proponowanych w kontekście modyfikacji pogody w celu zmiany ilości opadów. Większość z tych metod opiera się na zasiewaniu chmur wodnych lub tworzeniu chmur lodowych. Czasami proponowano inne techniki, np. zmiana zalesienia lub ułożenie asfaltu może wpływać na ilość deszczu. Istnieją mechanizmy kontroli dochodzącego promieniowania słonecznego, które dają pewne wyobrażenie jakie metody geoinżynieryjne można zastosować lub jaki jest ich efekt. Do nich należą naturalne zmiany stałej słonecznej, wybuchy wulkanów, podpalenie szybów naftowych w czasie wojny w Kuwejcie i Iraku, przemieszczanie się piasku z obszarów pustynnych, efekt zanieczyszczeń przemysłowych, efekt smug kondensacyjnych, ścieżki statków.
Wybuchy wulkanów, które wprawdzie nie należą do metod geoinżynieryjnych, są naturalnym mechanizmem zmian dochodzącego promieniowania słonecznego. Podczas wybuchów wulkanów, zwłaszcza gwałtownych o dużej magnitudzie, duże ilości pyłów zawieszonych i aerozoli siarczanowych przedostają się do stratosfery i zmniejszają ilość promieniowania słonecznego dochodzącego do powierzchni Ziemi. Przykładem tego efektu był rok bez lata.
Zarówno intensywność jak i rozwój cyklonów tropikalnych zależy od temperatury oceanu. Zaproponowano kilka technik modyfikacji cyklonów tropikalnych. Jedną z nich jest metoda polegająca na obniżeniu temperatury w warstwie powierzchniowej oceanu przed rozwijającym się cyklonem tropikalnym w celu zmniejszenia dostępnej energii cieplnej. W 2009 roku Bill Gates i inni wystąpili o kilka patentów opierających się na wykorzystaniu tej metody. Po przejściu cyklonu tropikalnego można zaobserwować zimny ślad, co pokazuje że to zjawisko jest realizowane w przyrodzie.

## Zmiany dochodzącego promieniowania słonecznego
| Eksperyment                                | Opis |
| ------------------------------------------ | --- |
| Aerozole w stratosferze („Opcja Pinatubo”) | Obserwacja dużych wybuchów wulkaniczych pokazuje, że cząstki zawieszone w stratosferze oziębiają powierzchnię Ziemi. Jedną z proponowanych technik jest celowe wprowadzenie odbijających aerozoli, np. poprzez wprowadzenie gazów, które byłyby prekursorami aerozolu.                                               |
| Jaśniejsze chmury                          | Chmury przy powierzchni Ziemi mają tendencję do oziębiania powierzchni Ziemi poprzez bardzo duże odbicie dochodzącego promieniowania słonecznego. Jednym z mechanizmów zwiększenia odbijalności chmur jest wprowadzenie zawieszonych cząsteczek soli morskiej z powierzchni oceanów (np poprzez rozpylanie wody)     |
| Zmiany odbijalności                        | Wiadomo, że człowiek powoduje zmiany odbijalności dochodzącego promieniowania słonecznego np. w miastach. Obserwacja ta sugeruje, że można zmienić odbijalność Ziemi, np. poprzez zmianę rodzaju roślinności. |
| Zmiany chmur cirrus                        | Wysokie chmury typu cirrus nie pochłaniają znacznie przechodzącego przez nie promieniowania słonecznego, ale absorbują dochodzące promieniowanie podczerwone z powierzchni Ziemi. Powoduje to, że chmury te ogrzewają powierzchnię Ziemi. Zmiana pokrywy lub grubości chmur cirrus zmniejszy ich efekt cieplarniany. |

Kontrola dochodzącego promieniowania słonecznego opiera się na odbiciu lub absorpcji światła. Oprócz proponowanych metod wykonuje się także symulacje numeryczne modelami klimatu, żeby ocenić wpływ na zmiany temperatury pomiędzy dniem i nocą i na zmiany przepływu powietrza w atmosferze.

### „Opcja Pinatubo”

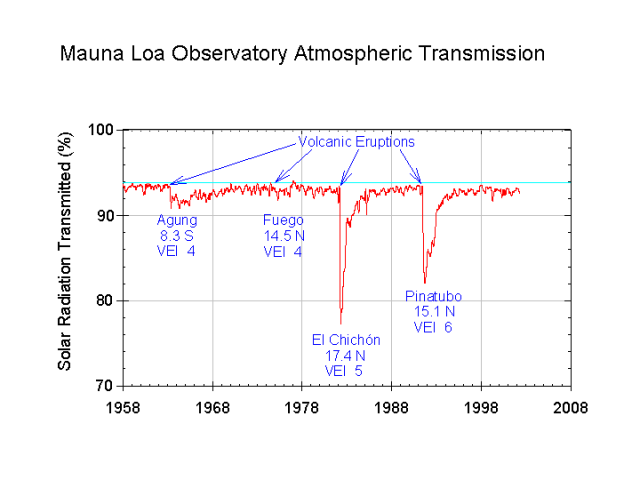
Redukcja strumienia promieniowania słonecznego po erupcjach wulkanów El Chichón (1982, Meksyk) i Pinatubo (1991, Filipiny); źródło: Mauna Loa Observatory

Jedną z hipotez inżynierii klimatu jest wprowadzenie aerozoli siarczanów do stratosfery, które nie absorbują promieniowania słonecznego, ale je odbijają. Technika ta została zaproponowana przez kilku autorów
i rozważana przez Crutzena w kontekście globalnego ocieplenia. W tej hipotezie aerozole siarczanowe odgrywają podobną rolę do cząstek pyłów i aerozoli zawieszonych w stratosferze po wybuchu silnych wulkanów i powodują oziębianie Ziemi poprzez odbijanie promieniowania słonecznego. Crutzen sugeruje, że związki siarki powinny być wprowadzone we wstępującej części cyrkulacji stratosferyczne w atmosferze tropikalnej i ocenił, że około 1–2 milionów ton siarki na rok jest potrzebne, żeby zniwelować efekt ocieplania o 1.4 W/m². Tego typu zmiana spowoduje widoczne efekty w postaci zmiany koloru wschodu i zachodu słońca i zmniejszenie ilości ozonu stratosferycznego.
Inna techniką zaproponowaną przez Crutzena jest wprowadzenie cząstek sadzy do stratosfery, które by absorbowały promieniowanie słoneczne, ale ogrzewały stratosferę i zmniejszały stężenie ozonu stratosferycznego. Ta metoda wymagałaby spalania paliw kopalnianych.

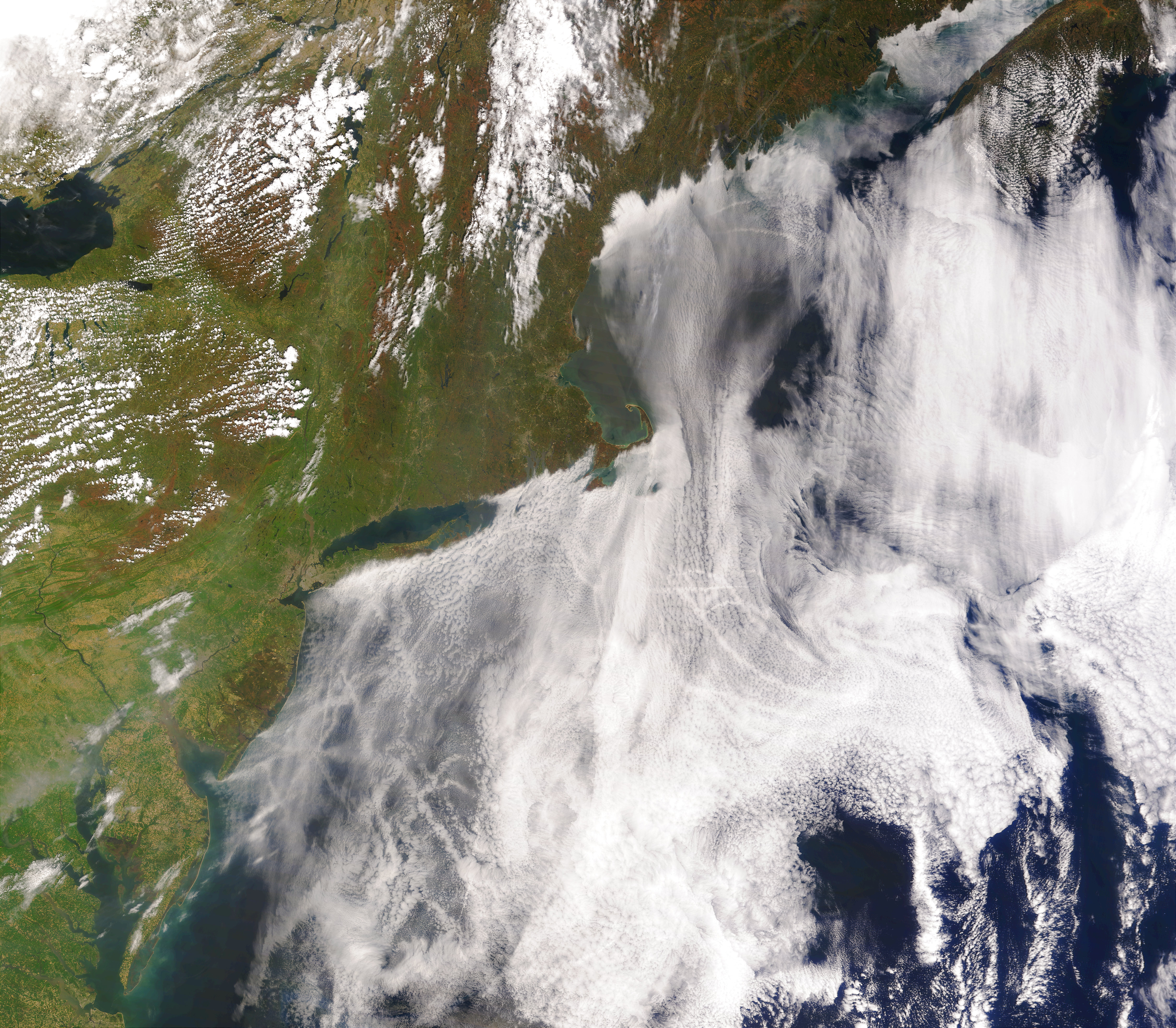
Ścieżki statków pokazują na zmiany odbijalności chmur spowodowane emisją z kominów statków związane ze spalaniem paliwa

### Modyfikacja odbicia i pokrywy chmur
Techniki używane w modyfikacji pogody używane były do zwiększenia lub zmiany opadów m.in. za pomocą technik  zasiewania chmur.  Propozycje geoinżynieryjne mają na celu zmodyfikowanie tych technik, tak by zmienić odbijalność dochodzącego promieniowania od chmur. W naturze istnieją procesy, które pokazują, że jest to możliwe – wpływ zanieczyszczeń na opady,  czy ślady statków, smugi kondensacyjne.
Zaproponowano techniki zmieniające albedo niskich chmur oceanicznych – stratocumulusów polegające na zwiększeniu koncentracji kropli o wielkości około 1 μm. Krople takie mają być generowane przez olbrzymie rozpylacze lub przez pompowanie powietrza do oceanu co spowoduje tworzenie kropli soli morskiej. Statki tworzące te krople mają wykorzystywać efekt Magnusa.
Wysokie chmury cirrus wpływają przypuszczalnie na ocieplenie Ziemi ponieważ są prawie przeźroczyste dla dochodzącego promieniowania słonecznego, ale pochłaniają promieniowanie podczerwone. Ten efekt zależy jednak od wielkości kryształów lodu i grubości optycznej warstwy chmur. Cotton zasugerował, że cząstki sadzy umieszczone w górnej troposferze mogą dysypować chmury cirrus poprzez ogrzewanie atmosfery. Jednocześnie cząstki sadzy absorbowałyby promieniowanie słoneczne redukując efekt cieplarniany.
Istnieją sugestie, że chmury lodowe można tworzyć poprzez zasiewanie lodowymi jądrami nukleacji w czystym powietrzu. Jednak ten mechanizm miałby na celu raczej ogrzewanie powierzchni Ziemi, a więc zwiększeniu efektu cieplarnianego. Inną techniką na zwiększenie pokrywy wysokich chmur jest zwiększenie ilości smug kondensacyjnych. Inną techniką tworzenia chmur cirrus w czystym powietrzu może być zasiewanie pyłami piasku. Proponowano też zasiewanie chmur stratus jodkiem srebra w celu zmniejszenia pokrycia chmur i oziębienia temperatury powierzchni Ziemi – niskie chmury wpływają na oziębianie powierzchni Ziemi.

### Lustra w przestrzeni
Zamiast wprowadzania aerozoli do stratosfery czy modyfikacji własności odbicia od chmur zaproponowano także rozwiązania polegające na umieszczeniu luster odbijających promieniowanie słoneczne. Inną techniką jest umieszczenie przesłony w punkcie Lagrange'owskim pomiędzy Ziemią a Słońcem.

## Sekwestracja dwutlenku węgla
Niektóre z metod redukcji emisji dwutlenku węgla (Carbon Dioxide reduction – CDR) 
przedstawione są w tabeli. 
| Eksperyment            | Opis |
| ---------------------- | --- |
| Zasiewanie oceanu      | Poprzez zwiększenie ilości biomasy w oceanie (np poprzez zasiewanie oceanu składnikami przyśpieszającymi wzrost fitoplanktonu) można spowodować, że jej część opadnie na dno oceanu. |
| Zasadowość oceanu      | Minerały dodane do wód oceanicznych zwiększą ich zasadowość, co spowoduje, że więcej CO2 z atmosfery rozpuści się w oceanie                                                          |
| Składowanie w oceanie. | Dwutlenek węgla jest wychwytywany w czasie produkcji lub bezpośrednio z atmosfery i składowany na dnie oceanu.                                                                       |

Jednym z proponowanych mechanizmów sekwestracji dwutlenku węgla i obniżenia efektu cieplarnianego jest wprowadzenie związków żelaza do górnych warstw oceanu w celu stymulacji zakwitu fitoplanktonu. Ma to zwiększyć produkcje biomasy w oceanie oraz wpływ na redukcję dwutlenku węgla w atmosferze poprzez sekwestrację w oceanie. Eksperymenty naukowe dotyczące tej hipotezy, m.in. IronEx II w 1995 pokazały, że zakwity fitoplanktonu mogą być ograniczone w oceanie przez niedobór związków żelaza.

## GeoMIP: Piąty Raport Klimatyczny
W Piątym Raporcie Klimatycznym przedyskutowano kilkanaście metod geoinżynieryjnych, które można zgrupować w następujące kategorie:
- Zmiany dochodzącego promieniowania słonecznego na powierzchnię Ziemi (Solar Radiation Management – SRM)
- Zmiana pokrywy chmur
- Redukcja emisii dwutlenku węgla (Carbon Dioxide reduction – CDR)

Stworzono także osobny projekt porównywania modeli, który nazywa się "Projekt Porównania Modeli Geoinżynieryjnych" (The Geoengineering Model Intercomparison Project (GeoMIP).

## Negacjonizm a geoinżynieria
Marcin Popkiewicz zauważa, że negacjoniści zaczynają zachwalać geoinżynierię jako „lepszą alternatywę” dla ograniczania spalania paliw kopalnych. Myślenie, że geoinżynieria rozwiąże problem ocieplenia pozwala sądzić, że nic nie trzeba zmieniać: można dalej spalać paliwa kopalne i opierać na nich wzrost gospodarczy oraz zysk korporacji; dzięki technologii nie trzeba będzie dostosowywać swojego sposobu postępowania wobec planety - to Ziemia będzie dostosowywana pod człowieka. W Polsce do tego typu projektów zalicza się proponowane przez Ministerstwo Jana Szyszki tzw. „leśne gospodarstwa węglowe”, technologię o zbyt małym potencjale, by móc znacząco ograniczać polskie emisje CO2.